# Anders Spole
Anders Spole, född 13 juni 1630 i Barnarps socken i Småland, död 1 augusti 1699 i Uppsala, var en svensk matematiker och astronom.

## Biografi
Anders Spole föddes på gården Målen i Barnarp, som son till smeden Per Andersson och dennes hustru Gunilla Persdotter. Som tolvåring började han i Jönköpings skola, och skickades därifrån till universitetet i Greifswald 1652. Efter tre års studier där fortsatte han vid andra universitet i Preussen och Sachsen, återkom till Barnarp 1655 och fick predika i kyrkan, varefter han fortsatte studera matematik vid universitetet i Uppsala medan han samtidigt var informator åt friherrar Sjöbladh. År 1663 fick han mästarebrev på fyrverkeri och navigationskonst. Året därpå följde han de unga friherrarna på deras peregrination i Europa.
Återkommen 1667 utnämndes han till professor i matematik vid det nygrundade Lunds universitet, och hösten 1672 fungerade han även som rektor för universitetet. Han innehade nämnda professur fram till år 1676, då universitetet upplöstes på grund av skånska kriget. Under detta krig deltog han flera gånger på den svenska sidan, bland annat förstärkte han befästningarna kring Jönköpings slott, upprättade en ritning till en skans vid småländska gränsen och deltog personligen i slaget vid Landskrona år 1677. På kunglig befallning begav han sig 1676 till Halmstad, fick försvara sig med pistol mot tre snapphanar som överföll honom, och fick hjälp av en bonde som sålde tobak till danskarna att inhämta information om fiendens styrka och läge, för vilket han belönades av kungen med 100 dukater. Han blev för detta titulerad häradshövding i Sunnerbo.
Anders Spole erhöll år 1679 professuren i astronomi vid Uppsala universitet och byggde ett astronomiskt observationstorn på sin bostad i centrala Uppsala, som tyvärr tillsammans med alla hans instrument förstördes i den stora stadsbranden i Uppsala 1702. Han var en av sin tids mest framstående universitetslärare, presiderade vid ett 50-tal disputationer, och skrev egna läroböcker i astronomi. Under ett par år var han verksam i Stockholm med att förbättra kalendern.
År 1695 gjorde Anders Spole på kung Karl XI:s befallning en resa till Torneå och Kengis tillsammans med Johannes Bilberg för att studera midnattssolen.
Anders Spole gifte sig 1669 med Martha Lindelius, som var dotter till kyrkoherden Lars Lindelius och Gunilla Rubenia, och avlägset släkt med Carl von Linné. Hans söner adlades år 1715 med namnet Rosenborg, för deras insatser i kriget. Dottern Gunilla var gift med professor Nils Celsius, dottern Anna med professor Petrus Elvius, sonen Lars Rosenborg var generalkvartermästare och löjtnant, sonen Anders Rosenborg var major, och dottern Helena var gift med översten Carl Ollonberg. Hans dotterson var den kände Anders Celsius. Anders Spole gravsattes i Uppsala domkyrka. I hans grav finns även hans efterträdare Petrus Elvius begraven.
I Lund har han givit namn till Spoletorp, ett område norr om den vallomgärdade medeltida staden som han ägde på 1660- och 1670-talen. I detta område ligger också Spolegatan.